# Askokonidium
Askokonidium (łac. ascoconidium, l. mn. ascoconidia) – zarodnik powstający w worku przez pączkowanie askospory. Askospora to zarodnik płciowy, powstający w wyniku mejozy, zaś pączkowanie to proces rozmnażania bezpłciowego. Askokonidia czasami zdarzają się u grzybów należących do typu workowców (Ascomycota). U niektórych gatunków Vexillomyces, Myriodiscus i Tympanis niedojrzałe askospory przechodzą radykalne zmiany morfologiczne w żywym worku, zanim się z niego wydostaną. Gatunki te wytwarzają małe i kuliste lub duże i septowane „pierwotne” askospory, które kiełkują, lub które nadal oddzielają się od ściany askospor, wytwarzając bardzo małe askokonidia. Skupiska askokonidiów otoczone są błoną i przypominają kulki. W jednym worku może znajdować się od czterech do ośmiu askokonidiów i są one wydalane z worka jako niezależne jednostki. W rodzinie Tympanidaceae mogą powstawać askokonidia przez pączkowanie askospor, ale po wydaleniu askospor z martwych worków na ich wewnętrznych ścianach powstają konidia.
Występowanie askokonidiów i ich morfologia odgrywa dużą rolę przy oznaczaniu niektórych gatunków.